# 霍普韦尔文化
霍普韦尔文化（英語：Hopewell culture），北美洲中东部最著名的印第安文化（见伍德兰期），约公元前200—公元400年为其全盛时期，主要集中于今俄亥俄州南部，相关文化于密歇根州、威斯康星州、印第安纳州、伊利诺伊州、艾奥瓦州、堪萨斯州、宾夕法尼亚州及纽约州均有发现。其文化沿河流、溪流形成，居民种植玉米、豆类及南瓜，以渔、猎及采集野果为主。大量出土陶器及装饰品石器和金属制品，说明居民已开始分工；大量的土方工程表明公务性劳动亦出现。土方为设防所筑，为坟岗或庙宇及其他建筑物基础。陶器精美，雕刻或压印的装饰线条颇具自然主义风格。更为突出的是一种石雕管状物，其上图像有鸟、鱼及其他动物，栩栩如生。金属制品（打制及韧炼）曾被誉为先哥伦布时期北美最精美的产品。此时已经大量使用铜片，银及陨铁也用于各种装饰品及用品，偶尔也以黄金及云母使用，也是这一文化的特点。商路发达，运至落基山脉，墨西哥湾沿岸以及大西洋沿岸的物资，都有所发现，其制品也分散各地。约公元400年前后，霍普韦尔文化逐渐消失。